# Aplatacris colorata
Aplatacris colorata är en insektsart som beskrevs av Scudder, S.H. 1875. Aplatacris colorata ingår i släktet Aplatacris och familjen Romaleidae. Inga underarter finns listade i Catalogue of Life.